# Rhynchosia tarphantha
Rhynchosia tarphantha är en ärtväxtart som beskrevs av Paul Carpenter Standley. Rhynchosia tarphantha ingår i släktet Rhynchosia och familjen ärtväxter. Inga underarter finns listade i Catalogue of Life.